# Hirsche nicht aufs Sofa
Hirsche nicht aufs Sofa (kurz: HNAS) war eine Avantgarde-Band, die von 1983 bis 1993 eine Reihe surrealistischer und dadaistischer Tonträger veröffentlichte. Mitglieder waren Achim P. Li Khan und Christoph Heemann. Wegen ihrer Experimentierfreudigkeit und ihrer Energie wird die Band häufig mit Nurse With Wound verglichen. Charakteristisch für HNAS ist ein bizarrer Humor, der sich besonders deutlich in den Namen von Tracks und Alben widerspiegelt (Dampf aus einer Discodüse, Mutter, von Kunst versteh ich einen Dreck, Petrus kam aus Berchtesgaden, Tonnenschwer im Abendkleid, Grundgütiger! Der Drang verstärkt sich etc.). HNAS veröffentlichten unter dem eigenen Label Dom, das später durch die Sublabels Dom Elchklang, Dom Bartwuchs und Dom America (Letzteres geführt vom Freund der Band Jon Carlson) erweitert wurde.
1993 trennten sich  die Wege von Heemann und P. Li Khan, der sich Projekten wie Brigitte And The Hansen Experience, Damenbart, Korea Soundblaster, Dieter Bauknecht und Rowenta/Khan (mit Frank Rowenta) zuwandte. Heemann produzierte solo und mit den Gruppen Mimir (mit  Jim O’Rourke, Andreas Martin  sowie Edward Ka-Spel von The Legendary Pink Dots), Mirror (mit Andrew Chalk) und In Camera (mit Timo Van Luijk) zahlreiche Tonträger und wurde vor allem auch durch seine Produktionstätigkeit für Künstler wie Charlemagne Palestine, Tony Conrad, Keiji Haino, Limpe Fuchs und Mitarbeit bei Nurse With Wound und Current 93 bekannt. Das Label Dom wurde in Dom Elchklang (Khan) sowie das Dom Bartwuchs fortführende Label Streamline (Heemann) aufgeteilt. 

## Veröffentlichungen
- 1985: Abwassermusik, LP (CD 2002)
- 1986: Melchior-Aufmarsch der Schlampen, LP (CD 2002)
- 1986: Küttel im Frost, LP (CD 2002)
- 1987: Hunsrück/Ramon Der Monsterjunge, 7"-Single
- 1987: Im Schatten der Möhre, LP (CD 2002)
- 1988: The Book of Dingenskirchen, LP (CD 2002)
- 1988: Bitte werfen Sie Ihren Müll aus dem Fenster, Extended Play
- 1989: Ach, dieser Bart!, LP und 7"-Single
- 1992: Musik für Schuhgeschäfte, CD
- 1993: Willkür nach Noten, CD
- 1994: Gegenstände fallen zu Boden, Kompilation